# 잭 워드
잭 워드(Zack Ward, 1964년 6월 3일 ~ )는 캐나다의 배우이다.

## 출연 작품
- 레지던트 이블2